# Regne de Pèrgam
El Regne de Pèrgam fou un regne de l'Àsia Menor nord-occidental, a l'antiga regió de Mísia. La capital en fou Pèrgam. La regió va pertànyer a Pèrsia i després a Macedònia, i a la mort d'Alexandre el Gran va passar aviat a Lisímac de Tràcia, que la va triar per dipòsit dels seus tresors valorats en 9.000 talents, i en confià el govern a Fileteros de Tion, un eunuc amic seu amb qui tenia força confiança.

## Història
El 283 aC, després de contactes amb la reina Arsinoe II, la segona dona de Lisímac, Fileteros es va declarar independent, i com que Lisímac estava molt ocupat en altres afers, no va poder posar fi a la revolta. Fileteros hi va governar uns vint anys, amb un govern pacífic.
Va transmetre el territori al seu nebot Èumenes, que va incrementar el regne i va derrotar fins i tot Antíoc I, fill de Seleuc I Nicàtor, en una batalla prop de Sardes. Va governar 22 anys (fins al 241 aC) i el va succeir el seu cosí Àtal.
El nou governant, després d'una gran victòria sobre els gàlates, va prendre el títol de rei i es va distingir per la seva política prudent i encertada. Fou aliat de Roma contra Filip V de Macedònia. Àtal va amassar una gran fortuna per la qual va ser conegut, i va morir molt vell, el 197 aC.
El va succeir el seu fill Èumenes II, que va romandre aliat de Roma i els va ajudar en la guerra contra Antíoc III el Gran (191-189 aC) i després contra Perseu de Macedònia (fins al 168 aC). Després de la derrota d'Antíoc (189 aC), el tractat d'Apamea li va concedir extensos dominis que havien estat selèucides (a l'oest de les muntanyes del Taure) i el petit regne va esdevenir una potència regional. Va patir un intent d'assassinat a Delfos, instigat segurament per Perseu de Macedònia. Èumenes fou un patró de les arts i les ciències i va embellir la ciutat de Pèrgam considerablement, decorant entre d'altres el temple de Zeus Niceforos construït per Àtal I; va fundar la biblioteca de Pèrgam, que només estava per darrere de la d'Alexandria (i que després Marc Antoni va donar a Cleòpatra VII).
El 159 aC, el va succeir el seu fill Àtal sota regència del seu oncle Àtal Filadelf (Àtal II), que de fet va tenir el poder. Àtal va ajudar els romans a derrotar el pretendent Filip VI de Macedònia i va derrotar Diegilus, rei dels tracis cens (caeni) i el rei Prúsies de Bitínia.
A la seva mort, el 139 aC, el seu nebot Àtal (III), conegut per Filomètor, va agafar les regnes del poder i va deixar per testament el regne al senat i al poble de Roma (133 aC).
El seu fill natural, Èumenes III Aristònic, es va revoltar i va reclamar el tron, però fou derrotat (130 aC) i fet presoner. El regne va esdevenir la província romana d'Àsia.

## Dinastiaatàlidade reis de Pèrgam
- Filèter de Pèrgam 282 aC-263 aC
- Èumenes I de Pèrgam 263 aC-241 aC
- Àtal I de Pèrgam 241 aC-197 aC
- Èumenes II de Pèrgam 197 aC-159 aC
- Àtal II de Pèrgam 159 aC-139 aC
- Àtal III de Pèrgam 139 aC-133 aC
- Llegat a Roma 133 aC
- Revolta d'Èumenes III de Pèrgam (Èumenes III Aristònic) 133 aC-128 aC.